# Walter Göbell
Walter Ernst Otto Rudolf Göbell (* 22. Juli 1911 in Nordhackstedt; † 22. Januar 1988 in Kiel) war ein deutscher evangelisch-lutherischer Pastor und promovierter sowie habilitierter Kirchenhistoriker, von 1957 bis 1976 Professor für Kirchengeschichte und Kirchenrecht an der Theologischen Fakultät der Universität Kiel.

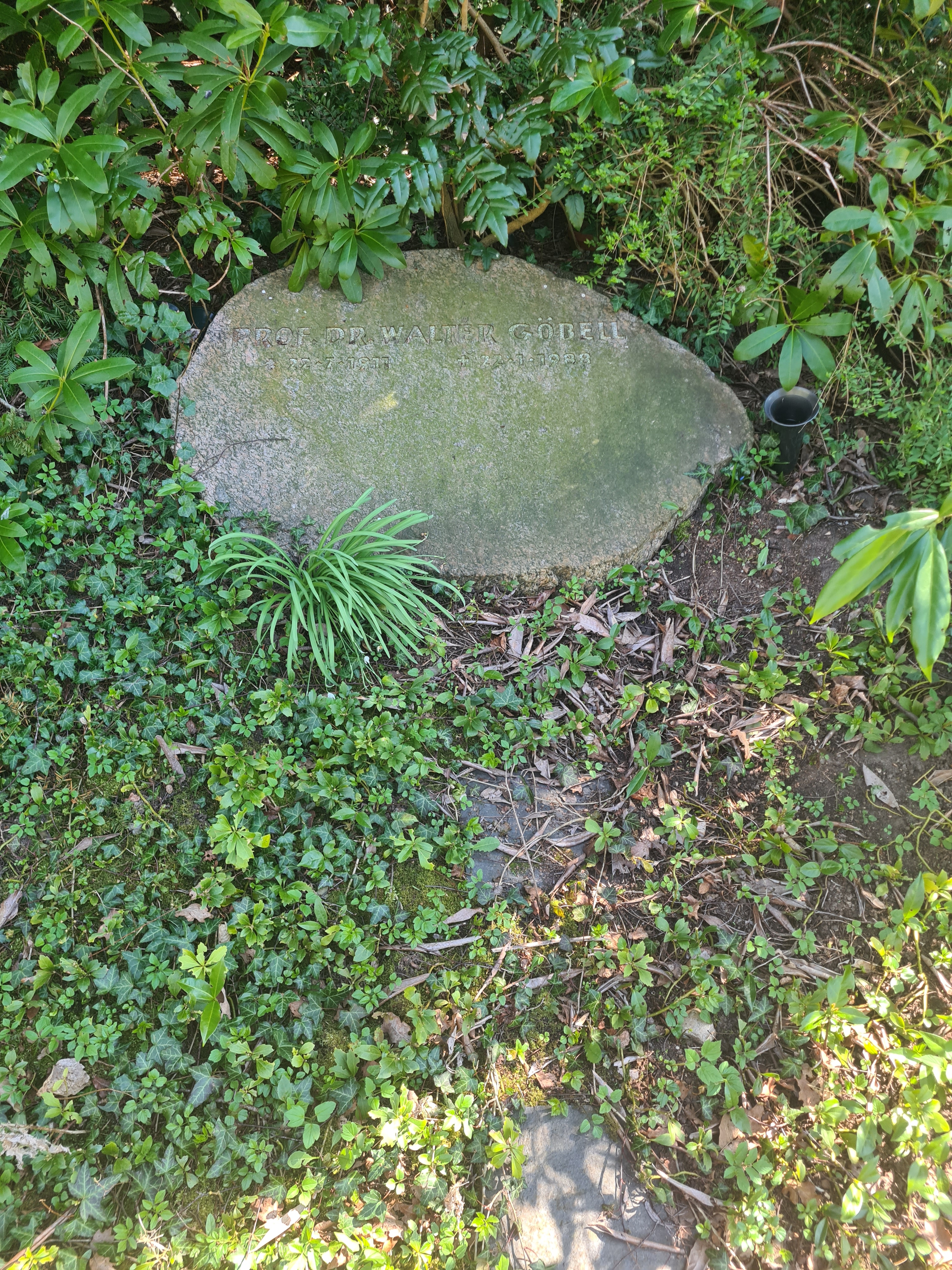
Das Grab von Walter Göbell auf dem Nordfriedhof (Kiel)

## Leben und Wirken
Walter Göbell war Sohn des Nordhackstedter Pastors Otto Göbell (1882–1964), der von 1916 bis 1920 in Schiffbek und von 1920 bis 1951 als zweiter Pastor an der Flensburger Nikolaikirche amtierte.
Nach Schulbesuch und Abitur studierte Göbell ab 1931 in Tübingen und Münster evangelische Theologie und 1934–1936 Jura in Kiel und Berlin. Während seines Studiums an der Universität Tübingen war er 1933 Leiter der Evangelisch-theologischen Fachschaft und sorgte dafür, dass die Vorträge „das Gepräge der nationalsozialistischen Weltanschauung“ trugen. Nach dem Abschluss des Theologiestudiums absolvierte Göbell sein Vikariat; im Wintersemester 1935/36 weilte er zum Vikarskurs im Predigerseminar in Preetz. Am 3. Mai 1936 wurde er in Kiel ordiniert. Am 20. Mai 1936 wurde er Hilfsgeistlicher beim „Centralverband der Inneren Mission“ der Deutschen Evangelischen Kirche (DEK) in Berlin. Bis 1942 war er wissenschaftlicher Angestellter in Berlin. In dieser Zeit konnte er seine Promotion über Die Vorstufen der rheinisch-westfälischen Kirchenordnung bis zum Jahre 1610 bei Hans Lietzmann abschließen.
Ab Oktober 1945 tat er Dienst als Hilfsgeistlicher in der Gemeinde seines Vaters in Flensburg. Mit Wirkung vom 18. Dezember 1947 wurde er in den Dienst der schleswig-holsteinischen Landeskirche übernommen und arbeitete zunächst als Pastor im Predigerseminar in Preetz. Am 12. Dezember 1948 übernahm er die Pfarrstelle in Oeversee.
Göbell hatte sich noch in Berlin mit einer Arbeit über Die Rheinisch-Westfälische Kirchenordnung vom 5.3.1835 habilitiert und ließ sich 1949 nach Kiel umhabilitieren. Seit dem 1. November 1952 war Privatdozent in Kiel und wurde am 31. Oktober 1957 zum Professor für Kirchengeschichte, Kirchenrecht und Schleswig-Holsteinische Kirchengeschichte an der Christian-Albrechts-Universität zu Kiel berufen. Er wurde 1976 emeritiert.
Göbell war verheiratet und hatte drei Kinder.

## Werke

### Autor
- Die geschichtliche Entwicklung und der theologische Gehalt der rheinisch-westfälischen Kirchenordnung, o. O. (1939).
- Die rheinisch-westfälische Kirchenordnung vom 5. März 1835. Ihre geschichtliche Entwicklung und ihr theologischer Gehalt, 2 Bände, Duisburg: Otto Hecker Verlag 1948/ 1954.
- D. Ernst Wallroth, Generalsuperintendent für Holstein 1900–1912. In: Zeitschrift der Gesellschaft für Schleswig-Holsteinische Geschichte 79 (1955) 317–327 (Digitalisat).
- Die evangelisch-lutherische Kirche in der Grafschaft Mark. Verfassung, Rechtsprechung und Lehre, 3 Bände, Bethel b. Bielefeld: Verl.-Handl. d. Anst. Bethel 1961/ Lengerich: Klinker 1983.
- Die Entwicklung der evangelischen Kirchenverfassung vom 18. bis zum 20. Jahrhundert, Gladbeck/Westf.: Schriftenmissions-Verlag 1966.
- Walter Göbell: Jensen, Christian. In: Neue Deutsche Biographie (NDB). Band 10, Duncker & Humblot, Berlin 1974, ISBN 3-428-00191-5, S. 408 (Digitalisat).
- Walter Göbell: Harms, Claus. In: Neue Deutsche Biographie (NDB). Band 7, Duncker & Humblot, Berlin 1966, ISBN 3-428-00188-5, S. 686 f. (Digitalisat).
- Walter Göbell: Kortholt, Christian. In: Neue Deutsche Biographie (NDB). Band 12, Duncker & Humblot, Berlin 1980, ISBN 3-428-00193-1, S. 601 f. (Digitalisat).
- Von Nordalbingen zu Nordelbien. Zur geschichtlichen Entwicklung der Kirche in einer Region. In: Jens Motschmann (Hrsg.): Kirche zwischen den Meeren. Beiträge zu Geschichte und Gestalt der Nordelbischen Kirche, Heide in Holstein: Westholsteinische Verlagsanstalt Boyens & Co. 1981, S. 15–69.
- Geschichte der Theologischen Fakultät der Christian-Albrechts-Universität zu Kiel, Kiel: Modern-Print-Verl.-Ges. 1988.

### Mitautor
- Schleswig-holsteinische Kirchengeschichte, Bände 1–4, Neumünster: Wachholtz 1977–1984.

### Herausgeber
- Kirche, Recht und Theologie in vier Jahrzehnten. Der Briefwechsel der Brüder Theodor und Julius Kaftan. Erster Teil: 1891–1910. Zweiter Teil: 1910–1926, München: Kaiser 1967.
- Die Schleswig-Holsteinische Kirchenordnung von 1542, Neumünster: Wachholtz 1986.